# Международная комиссия по оценке преступлений нацистского и советского оккупационных режимов в Литве
Международная комиссия по оценке преступлений нацистского и советского оккупационных режимов в Литве была назначена указом президента Литвы Валдасом Адамкусом от 7 сентября 1998 года.
Комиссии поручено расследовать преступления, совершенные во время оккупации Литвы Советским Союзом и Германией, которая длилась с 14 июня 1940 года по 11 марта 1990 года. Комиссия состоит из двух подкомиссий, каждая из которых занимается 48 годами советской оккупации и 3 годами немецкой оккупации соответственно. Председателем комиссии является депутат Эмануэлис Зингерис (с 1998 года). Комиссия является участником Платформы европейской памяти и совести Европейского Союза.
Главой подкомиссии по оценке преступлений нацистского режима, в том числе преступлений Холокоста, был назначен профессор Людас Труска. Членами подкомиссии стали Эндрю Бейкер, доктор Иоахим Таубер, профессоры Юлиус Шмулкштис, Саулюс Сужеделис и Мартин Гилберт.
Комиссии удалось привлечь Ицхака Арада, израильского исследователя Холокоста и директора-основателя Яд Вашем. Однако в апреле 2006 года ежедневная газета «Республика» назвала Арада военным преступником за то, что он воевал на стороне Красной армии, и государственный обвинитель возбудил расследование в отношении Арада. Часть расследования была прекращена в 2008 году после международного протеста. Арад ушел из комиссии. Британский историк Мартин Гилберт также вышел из состава комиссии, протестуя против обращения с Арадом.
В 2012 году финансирование комиссии было возобновлено указом президента Дали Грибаускайте и назначены новые члены комиссии. В состав новой комиссии вошли Дина Порат и Аркадий Зельцер (оба из Яд Вашем), Эндрю Бейкер и Николас Лейн (оба из Американского еврейского комитета), Саулюс Сужеделис (из Миллерсвильского университета), Кестутис Гриниус (из Вильнюсского университета), Александр Даниэль (из «Мемориала»), Тимоти Д. Снайдер (Йельский университет), Франсуаза Том (Сорбоннский университет), Янош М. Райнер и Арвидас Анушаускас (председатель Комитета Сейма по национальной безопасности и обороне). Председателем комиссии вновь был назначен Эмануэлис Зингерис.
Для школьного образования комиссия подготовила программу «Еврейский Вильнюс» и методические планы уроков преподавания Холокоста. В 2004—2006 годах комиссией выпущены 3 тома книжной серии «Преступления тоталитарных режимов в Литве. Нацистская оккупация».